# Parisus impurus
Parisus impurus är en tvåvingeart som först beskrevs av Friedrich Hermann Loew 1863.  Parisus impurus ingår i släktet Parisus och familjen svävflugor. Inga underarter finns listade i Catalogue of Life.